# Reprezentacja Kambodży w rugby 7 kobiet
Reprezentacja Kambodży w rugby 7 kobiet – zespół rugby 7, biorący udział w imieniu Kambodży w meczach i sportowych imprezach międzynarodowych, powoływany przez selekcjonera, w którym mogą występować wyłącznie zawodniczki posiadające obywatelstwo tego kraju, mieszkające w nim, bądź kwalifikujące się ze względu na pochodzenie rodziców lub dziadków. Za jego funkcjonowanie odpowiedzialny jest Cambodian Federation of Rugby, członek Asia Rugby i World Rugby.

## Turnieje

### Udział wigrzyskach Azji Południowo-Wschodniej
| Rok  | Wynik | Źródło |
| ---- | ----- | ------ |
| 2007 | 4.    |        |
| 2015 | –     |        |